# NGC 5531
NGC 5531 est une galaxie lenticulaire située dans la constellation du Bouvier. Sa vitesse par rapport au fond diffus cosmologique est de 8 009 ± 17 km/s, ce qui correspond à une distance de Hubble de 118,1 ± 8,3 Mpc (∼385 millions d'al). NGC 5531 a été découverte par l'astronome prussien Heinrich Louis d'Arrest en 1862.
La tache lumineuse à l'intérieur de NGC 5531 est une galaxie, soit PGC 4409321. On peut trouver les données de cette galaxie sur la base de données NASA/IPAC en entrant la désignation 2MASS J14164356+1052523. La distance de Hubble de cette galaxie est égale à 122,48 ± 8,58 Mpc (∼399 millions d'al). Cette galaxie ne fait définitivement pas partie de NGC 5531, mais considérant les incertitudes sur leur distance, ils pourraient former une paire réelle de galaxies.